# FIFA 19
FIFA 19  är ett fotbollsspel som utvecklas av EA Sports och utgivs av Electronic Arts. Spelet släpptes internationellt den 28 september 2018 till Microsoft Windows, Playstation 3, Playstation 4, Xbox 360, Xbox One och Nintendo Switch.
Spelet innehåller UEFA-klubben tävlingar för första gången, UEFA Champions League , UEFA Super Cup och Uefa Europa League äger rättigheterna.